# Marine vénézuélienne

Drapeau

La marine du Venezuela, qui est officiellement appelée Marine bolivarienne vénézuélienne (Armada Bolivariana de Venezuela), est une composante des Forces armées vénézuéliennes.

## Histoire
Elle est née comme force de défense côtière à l'apogée de la Guerre d'indépendance du Venezuela livrée entre 1810 et 1823.

## Navires
[Quand ?]

### Frégates

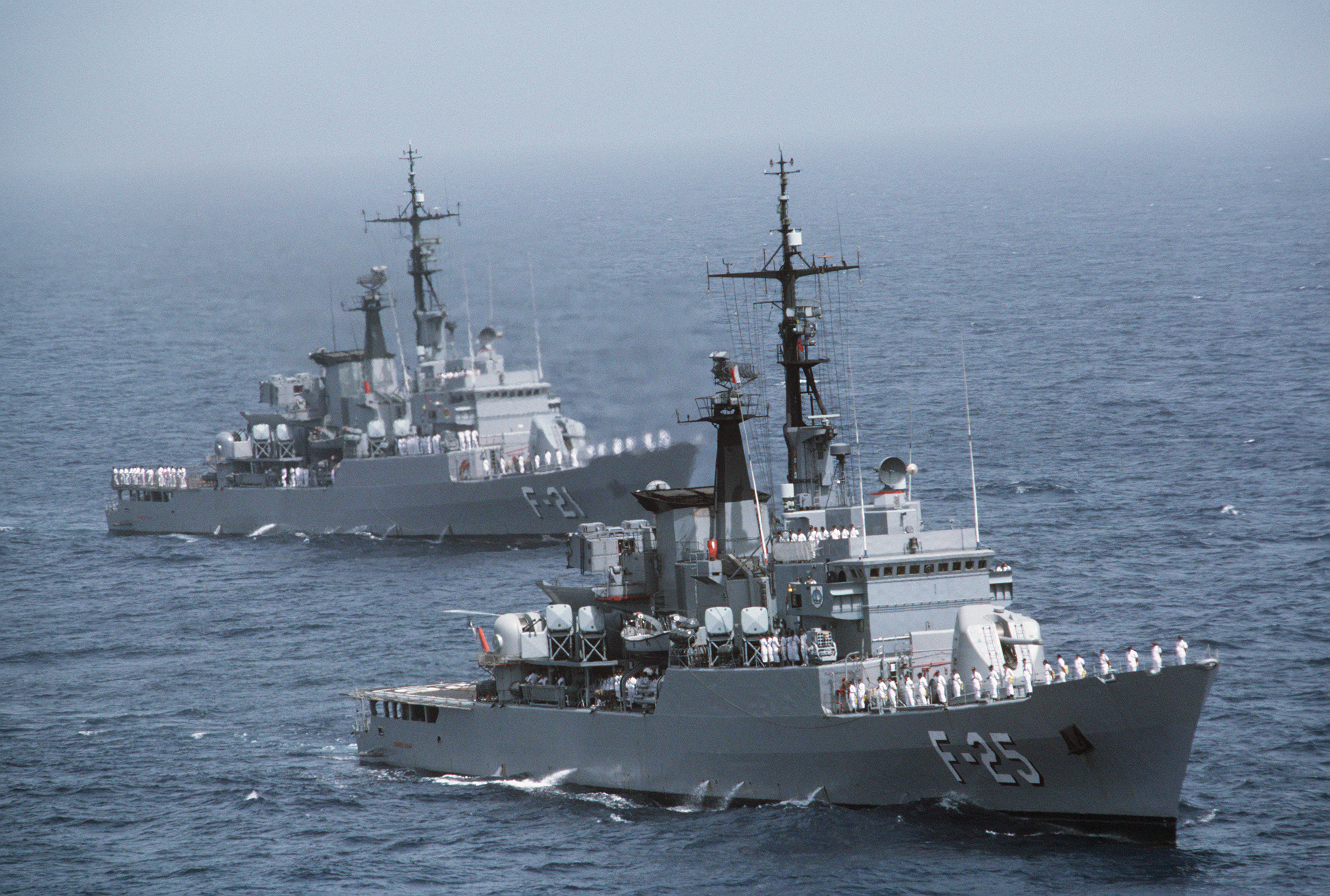
Les frégates General Salóm et Mariscal Sucre

La marine dispose de six frégates lance-missile de classe Lupo/Classe Mariscal Sucre,
| Frégates       | Frégates | Frégates              | Frégates                     | Frégates          | Frégates    | Frégates | Frégates |
| Classe         | Origine  | Type                  | Nom                          | En service depuis | En retraite | Notes    | Images   |
| -------------- | -------- | --------------------- | ---------------------------- | ----------------- | ----------- | -------- | -------- |
| Mariscal Sucre | ITA      | Frégate lance-missile | ARV Mariscal Sucre (F-21)    | 07-14-1980        |             |          |          |
| Mariscal Sucre | ITA      | Frégate lance-missile | ARV Almirante Brión (F-22)   | 03-07-1981        |             |          |          |
| Mariscal Sucre | ITA      | Frégate lance-missile | ARV General Urdaneta (F-23)  | 08-08-1981        |             |          |          |
| Mariscal Sucre | ITA      | Frégate lance-missile | ARV General Soublette (F-24) | 12-04-1981        |             |          |          |
| Mariscal Sucre | ITA      | Frégate lance-missile | ARV General Salóm (F-25)     | 04-03-1982        |             |          |          |
| Mariscal Sucre | ITA      | Frégate lance-missile | ARV Almirante García (F-26)  | 07-30-1982        |             |          |          |

### Corvettes
Ces corvettes sont en usage en tant que patrouilleur hauturier.
| Patrouilleurs océaniques de vigilance de la Zone économique exclusive | Patrouilleurs océaniques de vigilance de la Zone économique exclusive | Patrouilleurs océaniques de vigilance de la Zone économique exclusive | Patrouilleurs océaniques de vigilance de la Zone économique exclusive | Patrouilleurs océaniques de vigilance de la Zone économique exclusive | Patrouilleurs océaniques de vigilance de la Zone économique exclusive | Patrouilleurs océaniques de vigilance de la Zone économique exclusive | Patrouilleurs océaniques de vigilance de la Zone économique exclusive |
| Classe                                                                | Origine                                                               | Type                                                                  | Nom                                                                   | En Service depuis                                                     | Retiré du service                                                     | Notes                                                                 | Image                                                                 |
| --------------------------------------------------------------------- | --------------------------------------------------------------------- | --------------------------------------------------------------------- | --------------------------------------------------------------------- | --------------------------------------------------------------------- | --------------------------------------------------------------------- | --------------------------------------------------------------------- | --------------------------------------------------------------------- |
| Classe Guaiquerí                                                      | ESP                                                                   | POVZEE                                                                | PC-21 Guaiqueri                                                       | 14 mai 2011                                                           |                                                                       |                                                                       |                                                                       |
| Classe Guaiquerí                                                      | ESP                                                                   | POVZEE                                                                | PC-22 Warao                                                           | 2 août 2011                                                           |                                                                       |                                                                       |                                                                       |
| Classe Guaiquerí                                                      | ESP                                                                   | POVZEE                                                                | PC-23 Yekuana                                                         | 9 décembre 2011                                                       |                                                                       |                                                                       |                                                                       |
| Classe Guaiquerí                                                      | ESP                                                                   | POVZEE                                                                | PC-24 Kariña                                                          | 2012                                                                  |                                                                       |                                                                       |                                                                       |

### Patrouille littorale
Trois navires de la classe Guaicamacuto sur les quatre commandés sont en service[Quand ?] en tant que patrouilleur littoral. Ils sont semblables à la Classe Meteoro.
| Patrouilleurs littoraux | Patrouilleurs littoraux | Patrouilleurs littoraux | Patrouilleurs littoraux | Patrouilleurs littoraux | Patrouilleurs littoraux | Patrouilleurs littoraux                                    | Patrouilleurs littoraux |
| Classe                  | Origine                 | Type                    | Nom                     | En service depuis       | En retraite depuis      | Notes                                                      | Image                   |
| ----------------------- | ----------------------- | ----------------------- | ----------------------- | ----------------------- | ----------------------- | ---------------------------------------------------------- | ----------------------- |
| Classe Guaicamacuto     | ESP                     |                         | GC-21 Guaicamacuto      |                         |                         |                                                            |                         |
| Classe Guaicamacuto     | ESP                     |                         | GC-22 Yavire            |                         |                         |                                                            |                         |
| Classe Guaicamacuto     | ESP                     |                         | ANBV Naiguatá (GC-23)   |                         |                         | Coulé le 30 mars 2020 après une collision avec un paquebot |                         |
| Classe Guaicamacuto     | ESP                     |                         | GC-24 Tamanaco          |                         |                         |                                                            |                         |

### Patrouille côtière
Des Vedettes-torpilleurs sont en service en tant que patrouilleurs côtiers. Leur base est à Punto Fijo, Falcón.
| Patrouilleurs côtiers            | Patrouilleurs côtiers | Patrouilleurs côtiers | Patrouilleurs côtiers | Patrouilleurs côtiers | Patrouilleurs côtiers | Patrouilleurs côtiers | Patrouilleurs côtiers |
| Classe                           | Origine               | Type                  | Nom                   | En service depuis     | En retraite depuis    | Notes                 |                       |
| -------------------------------- | --------------------- | --------------------- | --------------------- | --------------------- | --------------------- | --------------------- | --------------------- |
| Vosper 37 m./Classe Constitución | UK                    | canon                 | PC-11 Constitución    | 03-25-1975            |                       |                       |                       |
| Vosper 37 m./Classe Federación   | UK                    | lance-missiles        | PC-12 Federación      | 03-25-1975            |                       |                       |                       |
| Vosper 37 m./Classe Constitución | UK                    | canon                 | PC-13 Independencia   | 06-12-1975            |                       |                       |                       |
| Vosper 37 m./Classe Federación   | UK                    | lance-missiles        | PC-14 Libertad        | 06-12-1975            |                       |                       |                       |
| Vosper 37 m./Classe Constitución | UK                    | canon                 | PC-15 Patria          | 01-09-1975            |                       |                       |                       |
| Vosper 37 m./Classe Federación   | UK                    | lance-missiles        | PC-16 Victoria        | 09-22-1975            |                       |                       |                       |

### Sous-marins
Leur base est à Puerto Cabello, Carabobo. 
Deux sous-marins diesel-électriques océaniques de type U-209/A-1300, Classe Sábalo.
| Sous-marins | Sous-marins | Sous-marins | Sous-marins | Sous-marins       | Sous-marins | Sous-marins    | Sous-marins |
| Classe      | Origine     | Type        | Nom         | En service depuis | En retraite | Notes          | Images      |
| ----------- | ----------- | ----------- | ----------- | ----------------- | ----------- | -------------- | ----------- |
| Type 209    | DEU         | 209/1300    | S-31 Sábalo | 8 juin 1976       |             |                |             |
| Type 209    | DEU         | 209/1300    | S-32 Caribe | 3 novembre 1977   | X           | En digue sèche |             |

Trois sous-marins de la Classe Kilo 636M étaient en pourparler d'achat à la fin des années 2000. En 2015, aucun contrat n'a été officiellement finalisé.

### Navires auxiliaires
Ils sont basés à Puerto Cabello, Carabobo.
- Le navire océanographique ARBV Punta Brava (BO-11)
- Le remorqueur de  Classe Almirante Francisco de Miranda est une embarcation de conception hollandaise (modèle Damen Salvage Tug 6014) assemblée au Venezuela[5].
- Cuatro (04) embarcations à usage multiple de cabotage, (modèle hollandais Damen Stan Lander 5612) classe "Los Frailes"

| Navires auxiliaires                   | Navires auxiliaires | Navires auxiliaires                       | Navires auxiliaires                  | Navires auxiliaires | Navires auxiliaires | Navires auxiliaires | Navires auxiliaires |
| Classe                                | Origine             | Type                                      | Nom                                  | En service depuis   | En retraite         | Notes               |                     |
| ------------------------------------- | ------------------- | ----------------------------------------- | ------------------------------------ | ------------------- | ------------------- | ------------------- | ------------------- |
| Capana                                | KOR                 | navire de débarquement                    | T-61 Capana                          | 07-24-1984          |                     |                     |                     |
| Capana                                | KOR                 | navire de débarquement                    | T-62 Esequibo                        | 07-24-1984          |                     |                     |                     |
| Capana                                | KOR                 | navire de débarquement                    | T-63 Goajira                         | 11-01-1984          |                     |                     |                     |
| Capana                                | KOR                 | navire de débarquement                    | T-64 Los Llanos                      | 11-01-1984          |                     |                     |                     |
| Ciudad Bolívar                        | KOR                 | Navire ravitailleur                       | T-81 Ciudad Bolívar                  | 09-23-2001          |                     |                     |                     |
| Classe Almirante Francisco de Miranda | VEN                 | Remorqueur hauturier                      | RA-11 Almirante Francisco de Miranda | 28-03-2007          |                     |                     |                     |
| classe Punta Bravaa                   | ESP                 | Navire océanographique                    | BO-11 Punta Brava                    | 03-24-1991          |                     |                     |                     |
| BE-11 Simón Bolívar                   | ESP                 | Voilier en navire-école de type Bricbarca | BE-11 Simón Bolívar                  | 08-12-198           |                     |                     |                     |
| "Los Frailes"                         | CUB NED             | Embarcations à usage multiple de cabotage | T-91 "Los Frailes"                   | 05-03-2012          |                     |                     |                     |
| "Los Frailes"                         | CUB NED             | Embarcations à usage multiple de cabotage | T-92 "Los Testigos",                 | ??-12-2012          |                     |                     |                     |
| "Los Frailes"                         | CUB NED             | Embarcations à usage multiple de cabotage | T-93 "Los Roques"                    | 25-10-2013          |                     |                     |                     |
| "Los Frailes"                         | CUB NED             | Embarcations à usage multiple de cabotage | T-94                                 |                     |                     | en construction     |                     |

### Garde-côtes
| Garde-côtes                     | Garde-côtes | Garde-côtes           | Garde-côtes      | Garde-côtes       | Garde-côtes       | Garde-côtes | Garde-côtes |
| Classe                          | Origine     | Type                  | Nom              | En service depuis | Retiré du service | Notes       | Image       |
| ------------------------------- | ----------- | --------------------- | ---------------- | ----------------- | ----------------- | ----------- | ----------- |
| Classe point PB Petrel          | USA         | patrouilleurs côtiers | PG-31 Petrel     | 20-12-1991        |                   |             |             |
| Classe Point PB Petrel          | USA         | patrouilleurs côtiers | PG-32 Alcatraz   | 15-01-1992        |                   |             |             |
| Classe Point PB Petrel          | USA         | patrouilleurs côtiers | PG-33 Albatros   | 30-08-1998        |                   |             |             |
| Classe Point PB Petrel          | USA         | patrouilleurs côtiers | PG-34 Pelícano   | 03-08-1998        |                   |             |             |
| classe Gavión tipo PB           | USA         | patrouilleurs côtiers | PG-401 Gavión    | 06-10-1999        |                   |             |             |
| classe Gavión tipo PB           | USA         | patrouilleurs côtiers | PG-402 Alca      | 06-10-1999        |                   |             |             |
| classe Gavión tipo PB           | USA         | patrouilleurs côtiers | PG-403 Bernacia  | 06-10-1999        |                   |             |             |
| classe Gavión tipo PB           | USA         | patrouilleurs côtiers | PG-404 Chamán    | 06-10-1999        |                   |             |             |
| classe Gavión tipo PB           | USA         | patrouilleurs côtiers | PG-405 Cormorán  | 09-06-2000        |                   |             |             |
| classe Gavión tipo PB           | USA         | patrouilleurs côtiers | PG-406 Colimbo   | 09-06-2000        |                   |             |             |
| classe Gavión tipo PB           | USA         | patrouilleurs côtiers | PG-407 Fardela   | 09-06-2000        |                   |             |             |
| classe Gavión tipo PB           | USA         | patrouilleurs côtiers | PG-408 Sumarela  | 09-06-2000        |                   |             |             |
| classe Gavión tipo PB           | USA         | patrouilleurs côtiers | PG-409 Negrón    | 09-06-2000        |                   |             |             |
| classe Gavión tipo PB           | USA         | patrouilleurs côtiers | PG-410 Picargo   | 09-06-2000        |                   |             |             |
| classe Gavión tipo PB           | USA         | patrouilleurs côtiers | PG-410 Picargo   | 09-06-2000        |                   |             |             |
| classe Gavión tipo PB           | USA         | patrouilleurs côtiers | PG-411 Pagaza    | 09-06-2000        |                   |             |             |
| classe Gavión tipo PB           | USA         | patrouilleurs côtiers | PG-412 Serreta   | 09-06-2000        |                   |             |             |
| classe Págalo tipo PB           | NED VEN     | patrouilleurs côtiers | PG-51 Págalo     | 5-10-2008         |                   |             |             |
| classe Págalo tipo PB           | NED CUB     | patrouilleurs côtiers | PG-52 ??????     |                   |                   | En commande |             |
| classe Págalo tipo PB           | NED CUB     | patrouilleurs côtiers | PG-53 ??????     |                   |                   | En commande |             |
| classe Págalo tipo PB           | NED CUB     | patrouilleurs côtiers | PG-54 ??????     |                   |                   | En commande |             |
| classe Págalo tipo PB           | NED CUB     | patrouilleurs côtiers | PG-55 ??????     |                   |                   | En commande |             |
| classe Págalo tipo PB           | NED CUB     | patrouilleurs côtiers | PG-56 ??????     |                   |                   | En commande |             |
| classe Stan Patrol 4207 tipo PB | NED CUB     | patrouilleurs côtiers | PG-??            |                   |                   | En commande |             |
| classe Stan Patrol 4207 tipo PB | NED CUB     | patrouilleurs côtiers | PG-??            |                   |                   | En commande |             |
| classe Los Taques               | VEN         | bateaux utilitaires   | LG-11 Los Taques | 15-05-1981        |                   |             |             |
| classe Los Taques               | VEN         | bateaux utilitaires   | LG-12 Los Cayos  | ??-09-1984        |                   |             |             |

## Aviation navale
[Quand ?]

### Avions
| Avion                     | Origine    | Type                         | Versions                | En service | Notes |
| ------------------------- | ---------- | ---------------------------- | ----------------------- | ---------- | ----- |
| CASA C-212-200 Patrullero | Espagne    | Avion de patrouille maritime | C-212-200S43 Patrullero | 3          |       |
| CASA C-212-400 Aviocar    | Espagne    | Avion de transport           | C-212-400 Aviocar       | 4          |       |
| Beechcraft Super King Air | États-Unis | Avion de transport/liaison   | B200 B90                | 1          |       |
| Turbo Commander           | États-Unis | Avion de transport           |                         | 1          |       |

La marine possède encore 2 ou 3 avions de transport léger.

### Hélicoptères
| Hélicoptère       | Origine    | Type                                                 | Versions | En service    | Notes                      |
| ----------------- | ---------- | ---------------------------------------------------- | -------- | ------------- | -------------------------- |
| Bell 412 Bell 212 | États-Unis | Hélicoptère de transport et d'appui aérien rapproché |          | 10            |                            |
| Mil Mi-17         | Russie     | Hélicoptère de transport et d'appui aérien rapproché | Mi-17V-5 | 6             |                            |
| Bell 206          | États-Unis | Hélicoptère d'entraînement léger                     | TH-57A   | 2             |                            |
| Harbin Z-9        | Chine      | Lutte anti-sous-marine                               |          | 8 en commande | Première livraison en 2015 |

## Armement

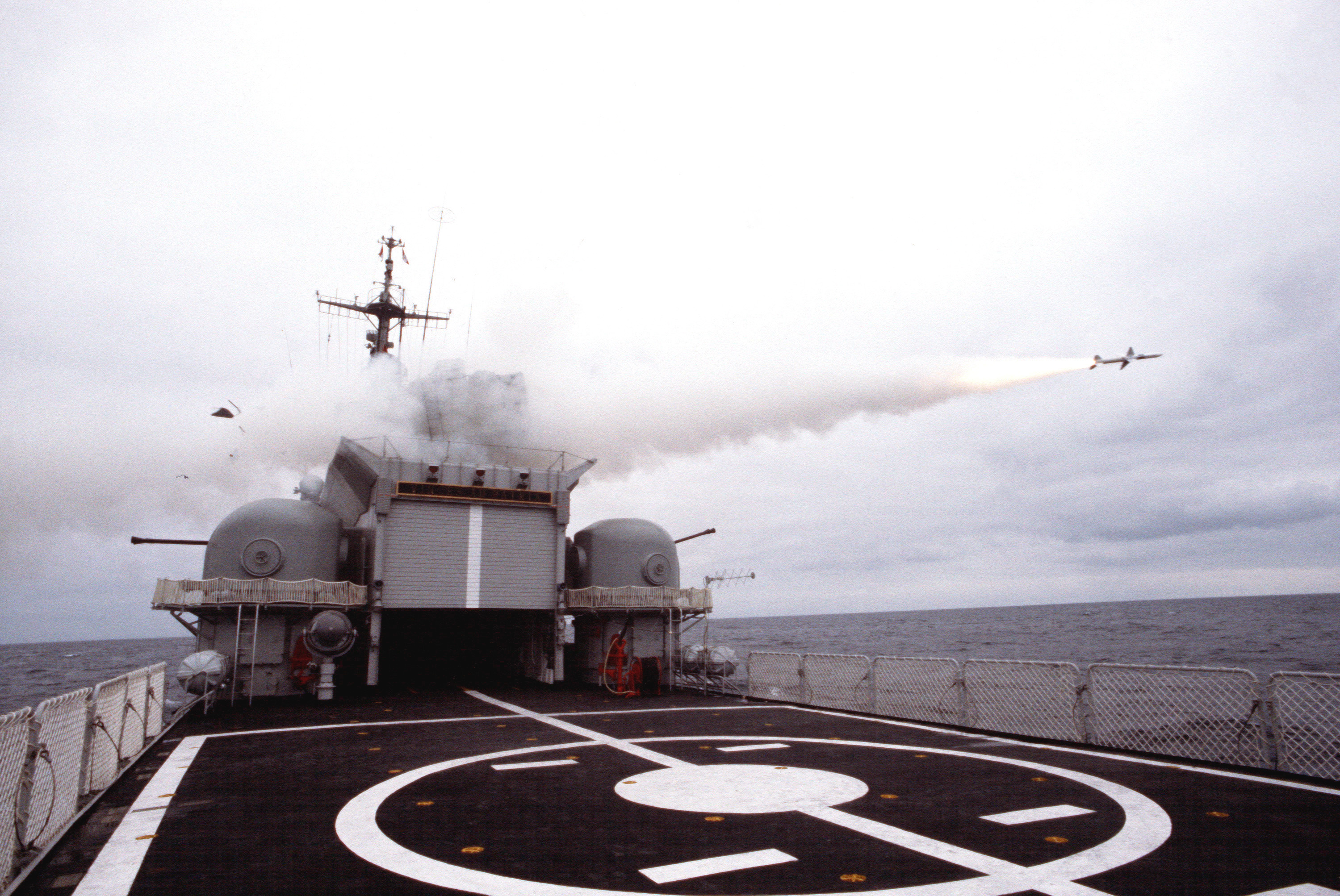
Missile Selenia Aspide tiré depuis une frégate de la marine vénézuélienne

- Otomat, Missile antinavire et Missile anti-sous-marin à changement de milieu
- Selenia Aspide, missile mer-air